# Pomnik Poległych Stoczniowców 1970

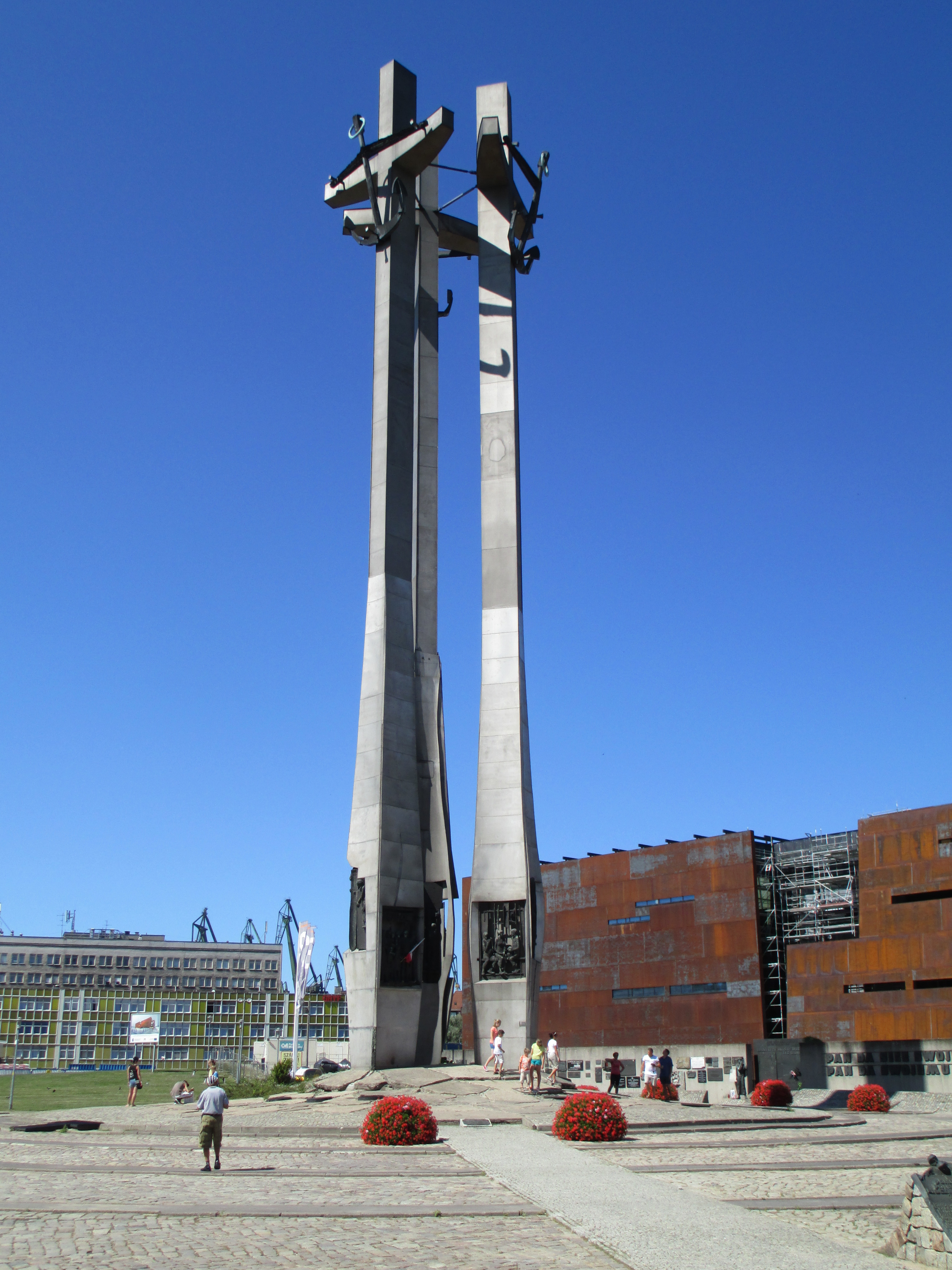
Das Monument

Pomnik Poległych Stoczniowców 1970 bezeichnet das Denkmal für die gefallenen Werftarbeiter von 1970 in der Stadt Gdańsk (Danzig) in Polen. Umgangssprachlich wird es auch Drei-Kreuze-Denkmal („Pomnik Trzech Krzyży“) genannt. Das Monument wurde am 16. Dezember 1980 in der Nähe des Tores 2 der Danziger Werft (Lenin-Werft) enthüllt.
Es erinnert an die 42 oder mehr Menschen, die während des Aufstands vom Dezember 1970 an der Ostseeküste getötet wurden und war das erste Denkmal für die Opfer kommunistischer Unterdrückung, das in einem kommunistischen Land errichtet wurde.

## Geschichte

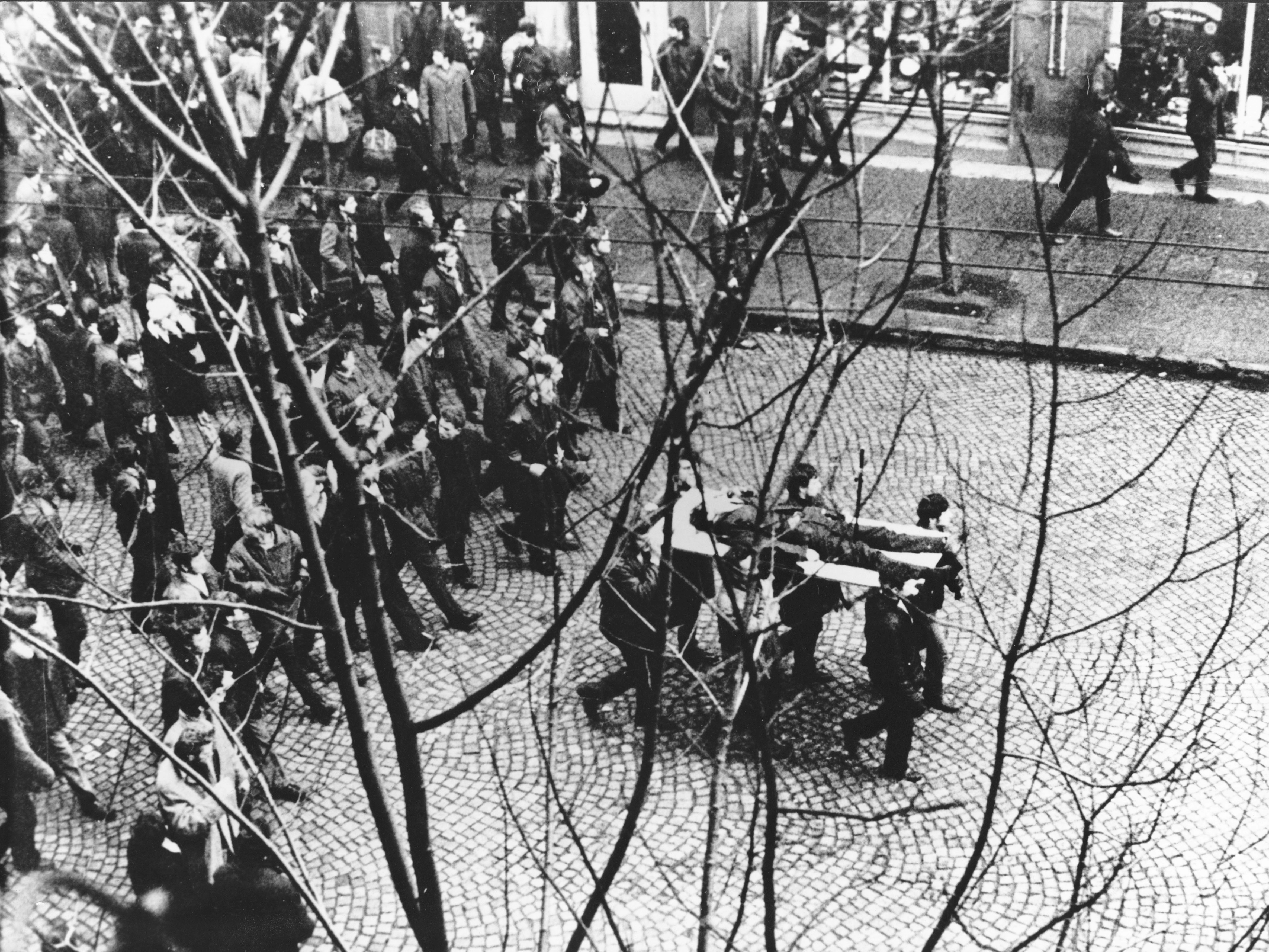
Demonstranten tragen den erschossenen Zbyszek Godlewski in Gdynia (Gdingen)

### Aufstand vom Dezember 1970
Während des Arbeiteraufstandes vom 14. bis 22. Dezember 1970 in der damaligen Volksrepublik Polen kam es zu Streiks, Massenkundgebungen, Demonstrationen in Gdynia, Danzig und Stettin. Ausgelöst wurden die Unruhen durch plötzliche drastische Preiserhöhungen für Lebensmittel und Gegenstände des täglichen Bedarfs. Insbesondere wurden die Preise für Konsumgüter kurz vor Weihnachten um bis zu 38 % erhöht. Zunächst kam es in den Danziger Werften zu Streiks. Hinzu kamen Demonstrationen in ganz Polen. Das Land befand sich dabei zeitweise am Rande eines Bürgerkrieges. Die Behörden reagierten mit einem massiven Einsatz von Polizei und Militär, in dessen Verlauf offiziell 45 Menschen ihr Leben verloren. Tatsächlich war die Zahl der Opfer etwa doppelt so hoch. Mehr als tausend Personen wurden bei den Einsätzen verletzt.

### August-Streiks und Errichtung des Denkmals 1980
Die August-Streiks von 1980, die zur Zulassung freier Gewerkschaften und der Solidarność führten, stehen ausdrücklich in der Tradition der Ereignisse von 1970. So war die Errichtung eines Denkmals für die Opfer des Dezember 1970 eine der 21 Forderungen der Streiks 1980. Bereits zwei Wochen vor Unterzeichnung der Forderungen durch die Regierung wurde ein erstes hölzernes Kreuz vor dem Haupttor der Werft aufgestellt.
In ganz Polen wurde Geld für die die Errichtung des Denkmals gesammelt. Bei der Enthüllung auf dem Platz vor der Danziger Werft erklang am 16. Dezember 1980 vor 100.000 Menschen zum ersten Mal das Lacrimosa (später Teil des Polnischen Requiems) von Krzysztof Penderecki, das für dieses Ereignis von der Solidarność in Auftrag gegeben worden war.
Das Denkmal wurde mit anderen Bauwerken, die an die August-Streiks von 1980 erinnern, am 6. Dezember 1999 unter der Nr. A-1206 in die Liste der Baudenkmale Polens eingetragen.
Seit August 2014 befindet sich hinter dem Denkmal das Europäische Zentrum der Solidarność (ECS).

## Gestaltung des Denkmals
Das Denkmal wurde entworfen von: Bogdan Pietruszka, Wiesław Szyślak, Wojciech Mokwiński und Jacek Krenz. Es besteht aus drei jeweils 42 Meter hohen Kreuzen, die 36 Tonnen wiegen. An jedem der Kreuze hängt ein zwei Tonnen schwerer Anker. Im unteren Bereich des Denkmals sind Reliefs die Szenen aus dem Leben der Werftarbeiter darstellen, angebracht. Eine Tafel zitiert Psalm 29 und einen Auszug des Gedichts Du, der Du Unrecht getan hast („Który skrzywdziłeś“) von Czesław Miłosz. Auch die Namen der Getöteten von 1970 sind aufgeführt.

## Weitere Denkmale für den Dezemberaufstand 1970
In drei weiteren Städten im Norden Polens erinnern vier weitere Denkmale an die Opfer von 1970. Während provisorische Kreuze schon 1970 und 1980 errichtet wurden, konnten andere Denkmale erst nach dem Zerfall der sozialistischen Herrschaft errichtet werden.
| Denkmal                   | Ort                                | Anmerkungen | errichtet | Höhe Lage      | Bild                        |
| ------------------------- | ---------------------------------- | --- | --------- | -------------- | --------------------------- |
| Pomnik Ofiar Grudnia 1970 | Elbląg (Elbing)                    | Kreuz und Text vor einem gesprengten Betonblock, eingeweiht im August 1981. | –1981     | ca. 6 m (Lage) | Denkmal, Elbing             |
| Pomnik Ofiar Grudnia 1970 | Gdynia, al. Solidarności (Gdingen) | Das Denkmal zeigt die Jahreszahl 1970 mit einer „gefallenen“ 7. Es erinnert auch an verurteilte Streikende.                                                                               | 1993–2003 | ? m (Lage)     | Denkmal, Gdynia             |
| Pomnik Ofiar Grudnia 1970 | Gdynia, al. Piłsudskiego (Gdingen) | Auch „uskrzydlonego krzyża“ (geflügeltes Kreuz), ein Kreuz, dessen Querbalken aus 23 einzelnen Kreuzen besteht. Gedenksteine für 19 Opfer, eingeweiht 23 Jahre nach dem Dezemberaufstand. | 1993      | ? m (Lage)     | Kreuzdenkmal, Gdynia        |
| Pomnik Ofiar Grudnia 1970 | Szczecin (Stettin)                 | Auch „Aniołem Wolności“ (Engel der Freiheit) genannt. Grundsteinlegung im Dezember 2003, Einweihung zum 25. Jahrestag des Augustabkommens.                                                | 2003–2005 | 11 m (Lage)    | Engel der Freiheit, Stettin |

## Sonstiges
In Gdańsk Łostowice erinnert auch die Straße Ulica Ofiar Grudnia 70 an die Opfer des Dezemberaufstandes.